# George G. Wright

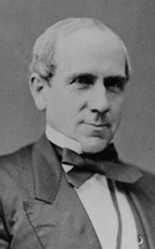
George Grover Wright

George Grover Wright, född 24 mars 1820 i Bloomington, Indiana, död 11 januari 1896 i Des Moines, Iowa, var en amerikansk republikansk politiker och jurist. Han representerade delstaten Iowa i USA:s senat 1871-1877. Han var bror till Joseph A. Wright.
Wright utexaminerades 1839 från Indiana University. Han studerade sedan juridik i Rockville, Indiana och inledde 1840 sin karriär som advokat i Iowaterritoriet. Han var åklagare för Van Buren County, Iowa 1847-1848. Han var ledamot av delstatens senat 1849-1851.
Wright var domare i Iowas högsta domstol 1854-1870 och professor i juridik vid State University of Iowa (numera University of Iowa) 1865-1871. Han efterträdde 1871 James B. Howell som senator för Iowa. Han kandiderade inte till omval efter en mandatperiod i senaten. Han var ordförande i juristorganisationen American Bar Association 1887-1888.
Wrights grav finns på Woodland Cemetery i Des Moines.